# سینت جیمز (آرکانزاس)
سینت جیمز (به انگلیسی: St. James) یک منطقهٔ مسکونی در ایالات متحده آمریکا است که در شهرستان استون، آرکانزاس واقع شده‌است. سینت جیمز ۱۷۵٫۸۷ متر بالاتر از سطح دریا قرار دارد.